# سفارت السالوادور در واشینگتن
سفارت السالوادور در واشینگتن (به انگلیسی: Embassy of El Salvador) یک منطقهٔ مسکونی و نمایندگی سیاسی این کشور در ایالات متحده آمریکا است که در واشینگتن، دی.سی. واقع شده‌است.